# Hemolin

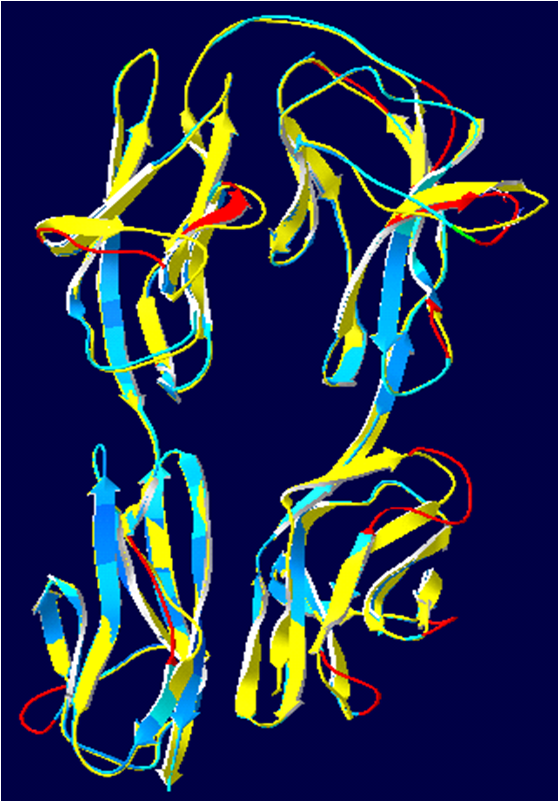
Proteinstrukturen av Hemolin från Hyalophora cecropia lagd ovanpå proteinstrukturen för neuroglian. Skillnader mellan proteinerna visas i rött. Bilden är skapad i Swiss Protein Database Viewer.

Hemolin är ett immunoglobulin-liknande protein som bara hittats i Lepidoptera (fjärilar). Det upptäcktes först i puppor av Hyalophora cecropia  och Manduca sexta som injicerats med bakterier.
Hemolin har en hästskoformad kristallstruktur med fyra domäner och liknar proteinet neuroglian.
Hemolinkoncentrationen har visats öka 18 gånger, upp till 7 mg/ml, efter injektion av bakterier i H. cecropia. Sådan induktion har påvisats hos flera fjärilarter inklusive Antheraea pernyi, Bombyx mori, Helicoverpa zea, Heliothis virescens, Hyphantria cunea, och Samia cynthia.
Man har också föreslagit att Hemolin är involverat i immunförsvaret mot virus, genom att binda till viruspartiklar. Hemolin-RNA tillverkas vid injektion av dsRNA i förhållande till koncentration dsRNA. Galleria melonella reagerar på intag av koffein med ökad tillverkning av Hemolin.
Man anser att Hemolin är en genduplikation av proteinet neuroglian, men att det har förlorat två domäner som finns hos neuroglian. Hemolins möjliga funktion som ett protein involverat i utveckling, har stärkts av fynd som visar att det uttrycks i ökad mängd när fjärilen närmar sig puppstadiet. Hemolin ökar också under diapaus och om man injicerar 20-Hydroxyecdysone i Lymantria dispar. RNAi av Hemolin ger missbildningar i H. cecropia.